# Давыдов, Сергей Сергеевич (футболист)
Серге́й Серге́евич Давы́дов (22 июля 1985, Москва, СССР) — российский футболист, нападающий.

## Карьера

### Клубная
Выступал за клубы Первого дивизиона России и московской любительской футбольной лиги: «Торпедо-РГ», «Динамо» Брянск, «Торпедо» Москва, «Волгарь-Газпром».
30 июля 2010 года было сообщено, что 1 августа Давыдов пополнит ряды «Кубани», с которой подпишет контракт на 4 года. Дебютировал в составе «Кубани» 10 августа, выйдя на замену Николе Никезичу на 60-й минуте домашнего матча 23-го тура первенства против владивостокского клуба «Луч-Энергия», тогда же забил и свой первый гол за «Кубань» на 93-й минуте встречи, оформив итоговый счёт 3:0. По результатам опроса болельщиков клуба был признан лучшим игроком команды в августе. 14 сентября в домашнем матче 30-го тура первенства против «Урала» оформил свой первый дубль за «Кубань», которая в итоге одержала победу со счётом 3:0. В ноябре Давыдов был снова признан лучшим игроком команды месяца по результатам опроса болельщиков. Всего в том сезоне провёл за «Кубань» 17 матчей, забил 10 мячей и стал вместе с командой, победителем Первого дивизиона. 11 ноября на церемонии награждения «Кубани» получил приз, как лучший бомбардир сезона.
В марте 2011 года Давыдов был признан по итогам голосования болельщиков лучшим игроком команды первого месяца сезона 2011/12. Стал лучшим игроком клуба и в июле того же года. Кроме того, гол Давыдова, забитый им 29 мая на 80-й минуте выездного матча 11 тура чемпионата в ворота ЦСКА, был признан лучшим голом сезона 2010/11 в мире по результатам интернет-голосования пользователей портала TVGOLO. 6 августа, в домашнем матче 19-го тура чемпионата против московского «Динамо», Давыдов оформил свой первый дубль в Премьер-лиге.
24 февраля 2012 года подписал трёхлетнее соглашение с казанским «Рубином», финансовые детали сделки клубами сообщены не были, однако через год бывший президент «Рубина» Дмитрий Самаренкин сообщил, что за переход Давыдова клуб заплатил 5 миллионов евро.
В феврале 2013 года на правах аренды перешёл в московское «Динамо».
В июне 2013 года на правах аренды перешёл в казахстанский «Актобе». 4 июля 2013 года поразил в гостях ворота армянского «Гандзасара» в первом матче первого квалификационного раунда Лиги Европы, а также оформил дубль ворота норвежского «Хёдда» в матче второго квалификационного раунда.
Также на правах аренды в 2014 году выступал в составе московского «Торпедо», сыграв 7 матчей в РФПЛ, а сезон-2015/16 отыграл в ФНЛ за «КАМАЗ» Набережные Челны (18 матчей, 4 гола — лучший бомбардир команды).
В июне 2017 перешёл в московский «Арарат» из ПФЛ. Спустя четыре месяца покинул клуб.
C апреля 2022 года игрок медийного футбольного клуба Broke Boys. Команда в основном состоит из блогеров, журналистов и бывших профессиональных футболистов.

### В сборной
26 июля 2011 года вошёл в число 23 игроков, которых главный тренер второй сборной России Юрий Красножан планировал вызвать для подготовки к товарищескому матчу с молодёжной сборной России 10 августа.

## Достижения
Командные
 «Кубань»
- Победитель Первого дивизиона России: 2010

 «Рубин»
- Обладатель Кубка России: 2011/12
- Обладатель Суперкубка России: 2012

 «Актобе»
- Победитель чемпионата Казахстана 2013

Личные
- Обладатель премии за лучший гол года TVGOLO (по версии пользователей): 2010/11
- Лучший бомбардир сезона краснодарской «Кубани» (10 голов): 2010